# 볼프강 미슈니크
볼프강 미슈니크(독일어: Wolfgang Mischnick, 1921년 9월 29일~2002년 10월 6일)는 독일의 정치인이다. 1968년부터 1991년까지 23년 동안 자유민주당의 원내대표를 지냈다.

## 생애

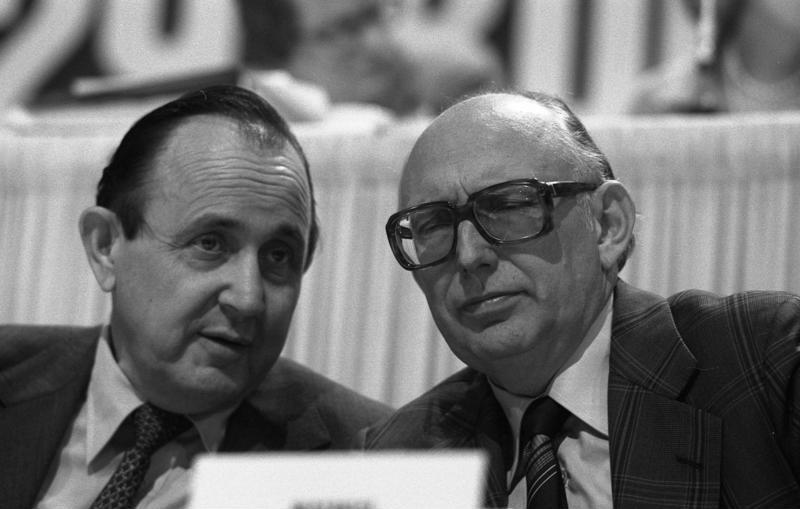
1978년 당 전당대회에서 한스디트리히 겐셔와

1921년 9월 29일 드레스덴에서 태어났다. 1957년 총선에서 처음으로 당선됐다. 1968년 원내대표에 취임했다.
1969년 총선에서 기민·기사연합이 과반수 확보에 실패했다. 이에 당 의장인 발터 셸은 독일 사회민주당과의 연정을 결정했다. 사민·자민당 연정 기간 동안 미슈니크는 동방 정책의 열렬한 지지자였다.
1991년 원내대표에서 물러났다. 1994년 총선에 불출마했다. 2002년 10월 6일 바트조덴에서 죽었다.